# Флора (Іллінойс)
Флора (англ. Flora) — місто (англ. city) в США, в окрузі Клей штату Іллінойс. Населення — 4803 особи (2020).

## Географія
Флора розташована за координатами 38°39′56″ пн. ш. 88°28′26″ зх. д. / 38.66556° пн. ш. 88.47389° зх. д. (38.665617, -88.473844).  За даними Бюро перепису населення США в 2010 році місто мало площу 12,25 км², з яких 12,24 км² — суходіл та 0,01 км² — водойми.

## Демографія
Згідно з переписом 2010 року, у місті мешкало 5070 осіб у 2124 домогосподарствах у складі 1270 родин. Густота населення становила 414 особи/км².  Було 2355 помешкань (192/км²).
Расовий склад населення:
| - 96,7 % — білих - 0,8 % — азіатів - 0,4 % — чорних або афроамериканців - 0,3 % — корінних американців |

До двох чи більше рас належало 1,2 %. Частка іспаномовних становила 1,7 % від усіх жителів.
За віковим діапазоном населення розподілялося таким чином: 24,0 % — особи молодші 18 років, 57,2 % — особи у віці 18—64 років, 18,8 % — особи у віці 65 років та старші. Медіана віку мешканця становила 40,0 року. На 100 осіб жіночої статі у місті припадало 87,2 чоловіків;  на 100 жінок у віці від 18 років та старших — 82,3 чоловіків також старших 18 років.
Середній дохід на одне домашнє господарство  становив 46 396 доларів США (медіана — 38 774), а середній дохід на одну сім'ю — 53 498 доларів (медіана — 42 175). Медіана доходів становила 42 806 доларів для чоловіків та 28 875 доларів для жінок. За межею бідності перебувало 19,0 % осіб, у тому числі 33,0 % дітей у віці до 18 років та 7,9 % осіб у віці 65 років та старших.
Цивільне працевлаштоване населення становило 2101 осіб. Основні галузі зайнятості: освіта, охорона здоров'я та соціальна допомога — 29,6 %, виробництво — 16,4 %, роздрібна торгівля — 11,9 %, науковці, спеціалісти, менеджери — 7,6 %.